# Centrolene antioquiense
Centrolene antioquiense és una espècie de granota que viu a Colòmbia. La contaminació aquàtica procedent de l'agricultura i, localment, la desforestació, amenacen l'espècie.